# بلو دي مان

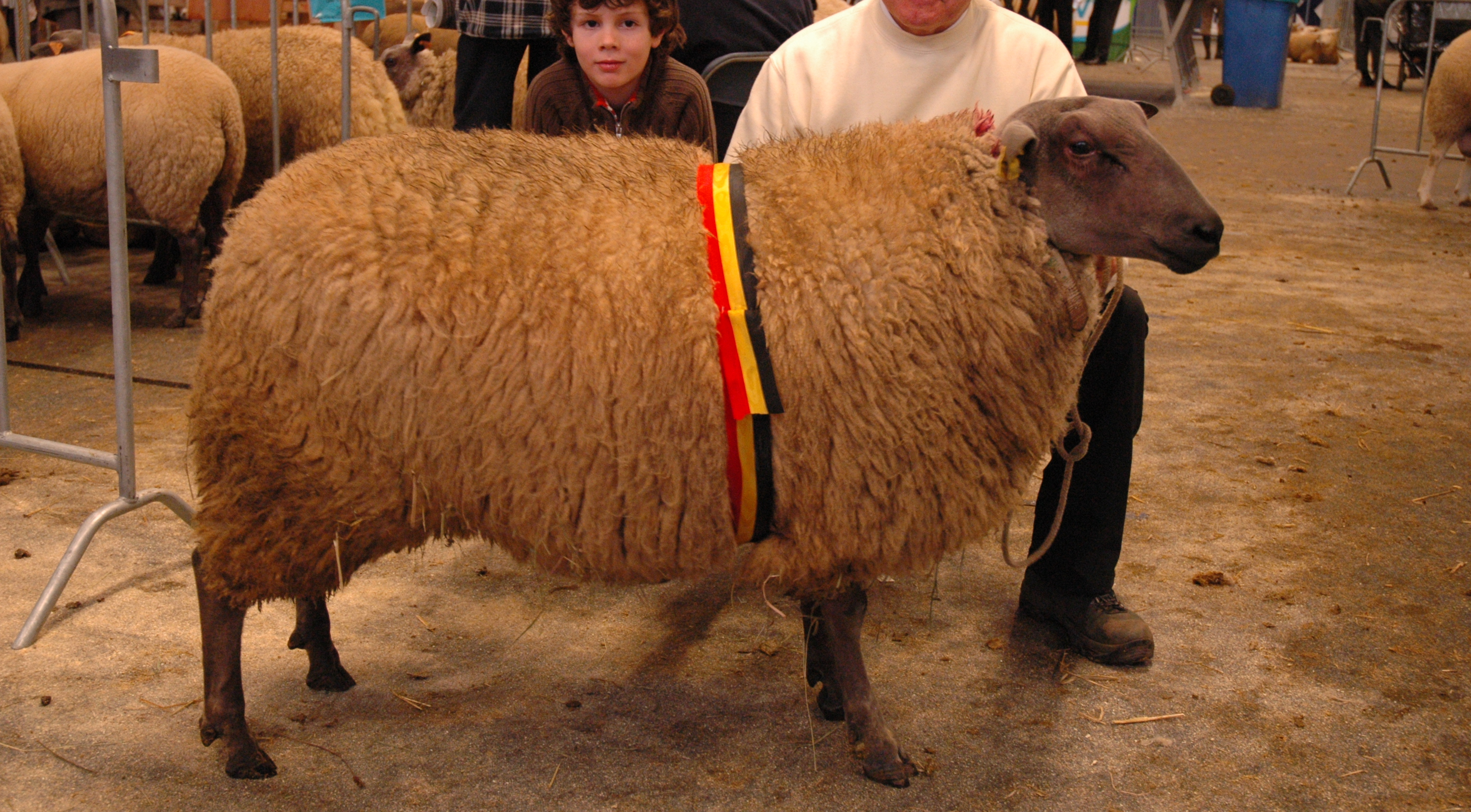
نعجة من سلالة أزرق ماين في أحد معارض الفلاحة ب فلاندر

أزرق ماين (بالفرنسية: Bleu du Maine)‏ هي سلالة غنم فرنسية أصلها من منطقة ماين-أنجو. ناتجة عن تصالب بين نعاج من سلالة محلية و اكباش بريطانية مثل ليسيستر. كبيرة الحجم ذات صوف أبيض باٍستثناء الرأس ونهاية الأطراف التي تحمل لون أزرق-رمادي حتى الأسود.